# ピラージー・ラーオ・ガーイクワード
ピラージー・ラーオ・ガーイクワード（Pilaji Rao Gaekwad, 生年不詳 - 1732年5月14日）は、西インドのグジャラート地方、ガーイクワード家の当主（在位：1731年 - 1732年）。

## 生涯
ガーイクワード家の当主ピラージー・ラーオ・ガーイクワードは、もともとマラーター王国の武将の一人であった。
1720年代、マラーター王国宰相バージー・ラーオの命により、ピラージー・ラーオはチャウタとサルデーシュムキーを徴収するためグジャラート地方への遠征を行った。1726年にはソーンガドに拠点を築いた。
1730年、マラーター王国の軍総司令官トリンバク・ラーオ・ダーバーデーがグジャラートを自己の版図と見なし、ニザーム王国の援助のもと反乱を起こした。そのため、バージー・ラーオは反乱鎮圧に向かい、ピラージー・ラーオもこれに協力した。
1731年4月、ピラージー・ラーオは宰相バージー・ラーオとともにトリンバク・ラーオをダバイーで打ち破った（ダバイーの戦い）。これにより、グジャラートの支配を認められたマラーター諸侯（サルダール）としてのガーイクワード家が誕生した。
1732年5月14日、ピラージー・ラーオはムガル帝国の武将アバイ・シングとの戦いで死亡してしまった。